# 鍾無艷 (1985年電視劇)
《鍾無艷》（英語：The Legend of Lady Chung）是香港無綫電視1985年拍攝的電視連續劇，全劇共25集，監製梁家樹，主要演員有鄭裕玲、陳秀珠、盧海鵬、李龍基、譚炳文等。同年也拍攝《金裝鍾無艷》，主演也是鄭裕玲、陳秀珠。

## 劇情簡介
齊宣王（李龍基）與晏嬰（盧海鵬）於鄉間狩獵時遇襲，得一個文武全才的奇女子鍾無艷（鄭裕玲）相救。 齊宣王只見半邊面，覺其貌美，遂立她為皇后，後才發現她一邊面美、一邊面醜。齊宣王大驚先行回宮，漸漸把鍾無艷忘記。其後，齊宣王欲立燕國奸細（譚炳文）之妹夏迎春（陳秀珠）為后。此際，鍾無艷到皇宮找齊宣王與之成親，君無戲言，齊宣王只有立夏迎春為西宮。齊宣王常與夏迎春尋歡作樂，時燕國入侵，群臣束手無策。另方面夏迎春得知自己乃九尾狐化身，而鍾無艷則為天龍星托世、與己有深仇大恨，欲以報仇，遂與國舅合謀謀朝篡位，屢次誣害鍾無艷，甚至以妖術把鍾無艷控制，國舅成功被立為齊王，齊宣王在囚，他們看似勝券在握。這場正邪之爭，究竟鹿死誰手？

## 演員表
- 鄭裕玲 飾 鍾無艷
- 陳秀珠 飾 夏迎春
- 盧海鵬 飾 晏嬰
- 李龍基 飾 齊宣王
- 譚炳文 飾 國　丈
- 李香琴 飾 王母娘娘
- 江毅 飾 李太卜
- 湯鎮業 飾 司馬平
- 張　雷
- 陳榮峻
- 駱應鈞
- 麥子雲
- 鄭家生
- 夏　雨 飾 鬼谷子
- 陳中堅
- 曾偉明